# Predné Solisko
Predné Solisko (2117 m) je turisticky zpřístupněný nejjižnější vrchol v hřebeni Solisek ve Vysokých Tatrách.

## Výstupové trasy

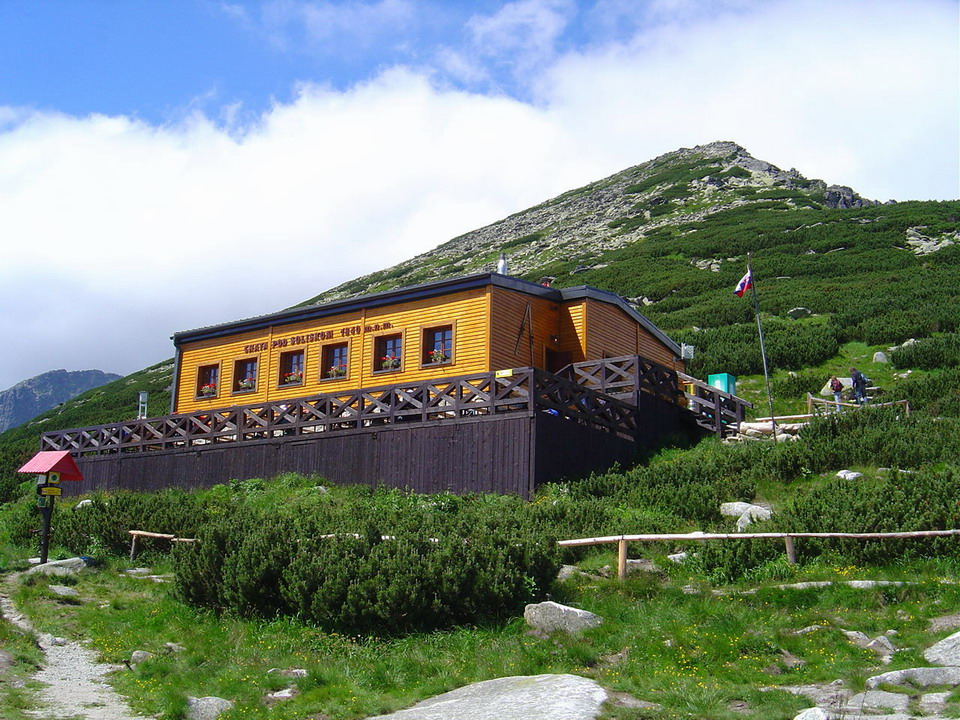
Chata pod Skoliskem

Hlavní výstupová trasa na Predné Solisko začíná u Štrbského plesa. Vede po modré značce pod lanovkou na Chatu pod Soliskom (1830 m) a dále prudce nahoru po červené na vlastní vrchol. Celý výstup trvá podle mapy 3:05 hod, ve skutečnosti se dá zvládnout rychleji. Méně zdatní turisté si mohou výstup usnadnit využitím lanovky od Štrbského plesa na Chatu pod Soliskom. Alternativní možností je výstup na Chatu pod Soliskom z Furkotské doliny (0:15 hod) a dále opět po červené.

## Hřeben Solisek
Predné Solisko je jediným turisticky přístupným vrcholem v hřebeni Solisek. Hřeben Solisek je součástí rozsochy Kriváně v jihozápadní části Vysokých Tater. Od této rozsochy je oddělen Bystrým sedlem (2314 m), kterým do roku 1993 vedla  žlutá turistická značka. Jižně od sedla se zvedá k nejvyššímu bodu, kterým je Velké Solisko (2413 m) a poté klesá přes Predné Solisko ke Štrbskému plesu. Hřeben od sebe odděluje Furkotskou dolinu na západě a Mlynickou dolinu na východě.

## Fotogalerie

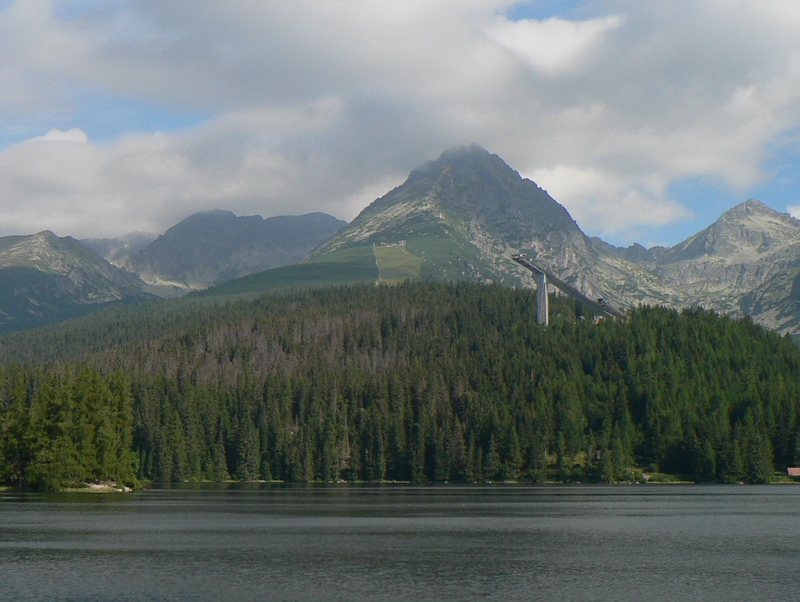
Predné Solisko od Štrbského plesa
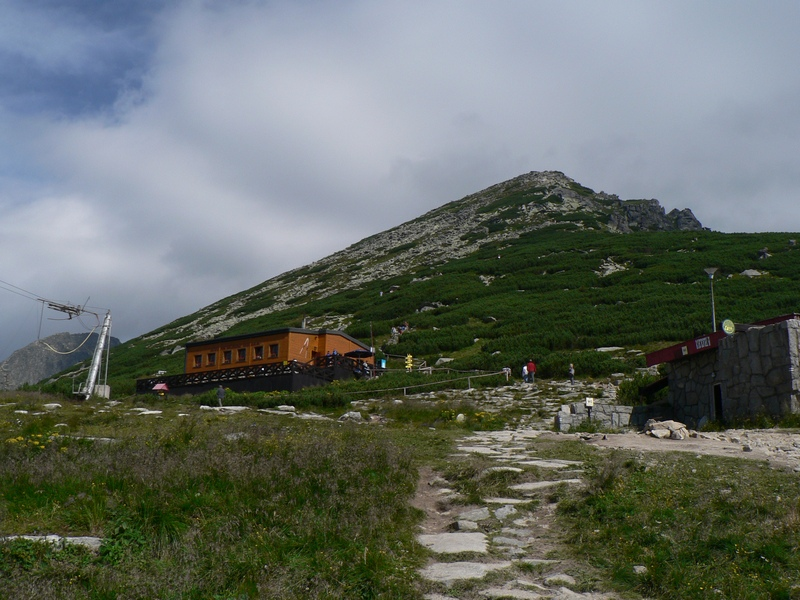
Predné Solisko od Chaty pod Soliskom
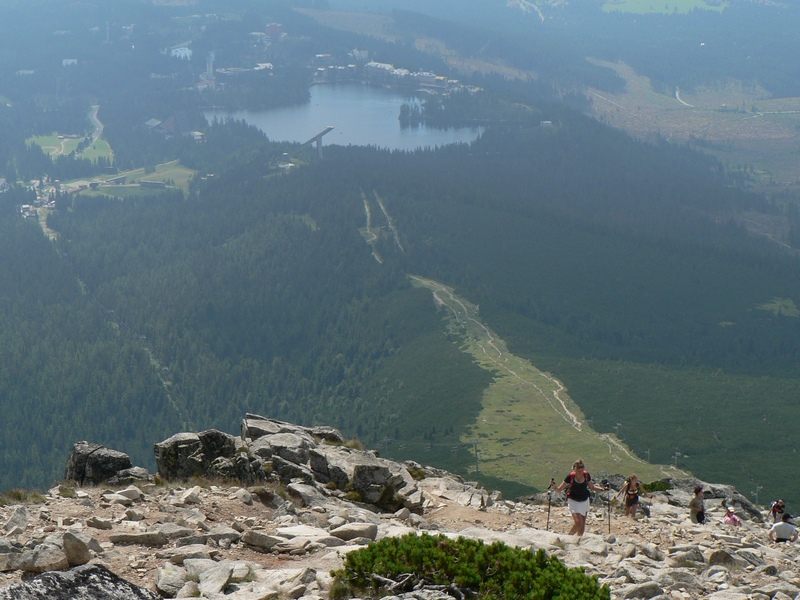
Pohled z Predneho Soliska na Štrbské pleso